# 도래울중학교
도래울중학교(도래울中學校)는 대한민국 경기도 고양시 덕양구 도내동에 있는 공립 중학교이다.

## 학교 연혁
- 2013년 6월 10일 : 도래울중학교 설립인가(30학급)
- 2014년 3월 1일 : 제1대 김종태 교장선생님 취임
- 2014년 3월 1일 : 개교(4학급)
- 2014년 3월 3일 : 입학식(2학급)
- 2015년 2월 13일 : 졸업식(1학급 30명)
- 2018년 9월 1일 : 제3대 황보연 교장선생님 취임
- 2021년 1월 11일 : 졸업식(8학급 222명)
- 2021년 3월 1일 : 3학급 증설(총 30학급)
- 2021년 3월 2일 : 입학식(11학급 330명)
- 2021년 9월 1일 : 제4대 김이규 교장선생님 취임

•2024년 3월 2일 :입학식(15학급 461명)

## 참고 자료
- 도래울중학교 - 한국교육학술정보원 학교알리미